# NGC 6212
NGC 6212 é uma galáxia  localizada na direcção da constelação de Hercules. Possui uma declinação de +39° 48' 26" e uma ascensão recta de 16 horas, 43 minutos e 23,2 segundos.
A galáxia NGC 6212 foi descoberta em 26 de Julho de 1870 por Édouard Jean-Marie Stephan.